# Hippomachus furcatus
Hippomachus furcatus là một loài ruồi trong họ Asilidae. Hippomachus furcatus được Londt miêu tả năm 1985. Loài này phân bố ở vùng nhiệt đới châu Phi.